# Jenny Rossander
Johanna Sofia (Jenny) Rossander, född 22 januari 1837 i Stockholm, död där 28 augusti 1887, var en svensk reformpedagog och kvinnosakskvinna. 
Jenny Rossander var dotter till läkaren Erik Rossander och Johanna Sofia Back samt syster till kirurgiprofessorn Carl Rossander och Alida Rossander. 
Hon och hennes syster Alida Rossander gick 1859 den nystartade ”Lärokurs för fruntimmer”, och anställdes som informellt utbildade lärare i matematik då det ombildades till Högre lärarinneseminariet 1861. När skolan fick en fast struktur under Jane Miller Thengberg 1864 avskedades systrarna. Systrarna grundade 1865 den Rossanderska kursen. 1872 drev Jenny Rossander även en mycket populär sömnadsutbildning för kvinnor.  
Rossander var även journalist i Tidskrift för hemmet från 1864 och framåt. Jenny Rossander intresserade sig för den utbildningslinje som lärde att eleverna själva borde ges inflytande på sin egen utbildning. 
År 1879 gifte sig Jenny Rossander med den schweiziske doktorn baron Friedrich von Tschudi, avslutade sin verksamhet, överlät skolan på sin syster och bosatte sig i Schweiz. Hennes nya omgivning var djupt konservativ, och hon återvände till Sverige som änka 1886.